# Prólogo Geral

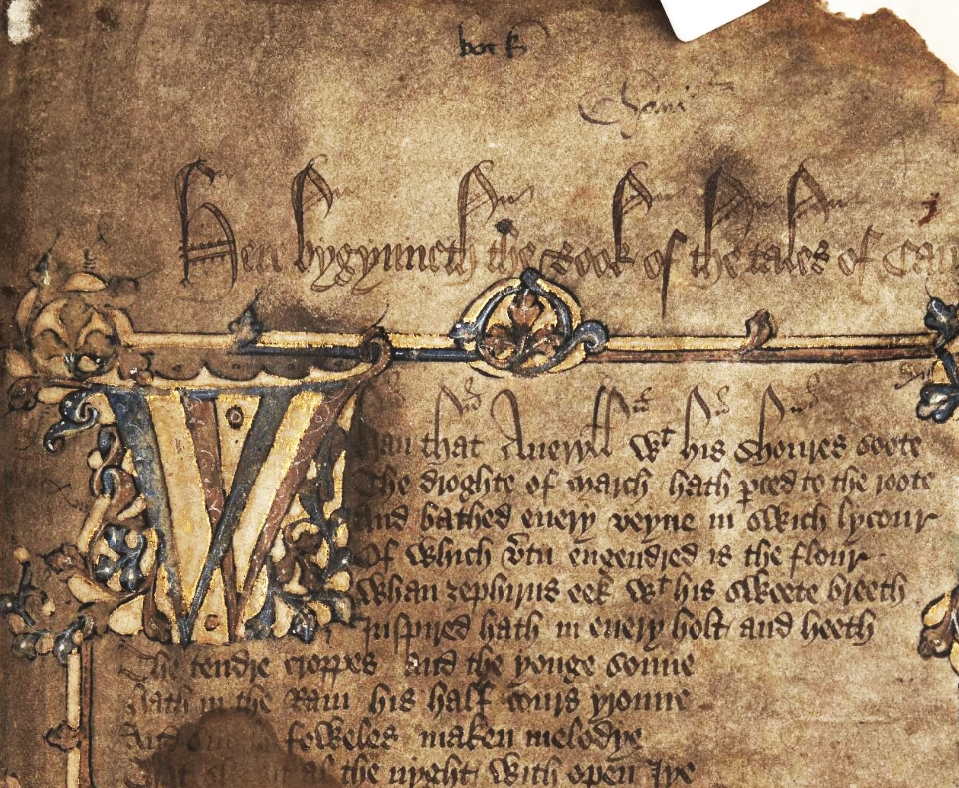
Primeiras linhas do Prólogo Geral no folhetim de abertura do manuscrito Hengwrt

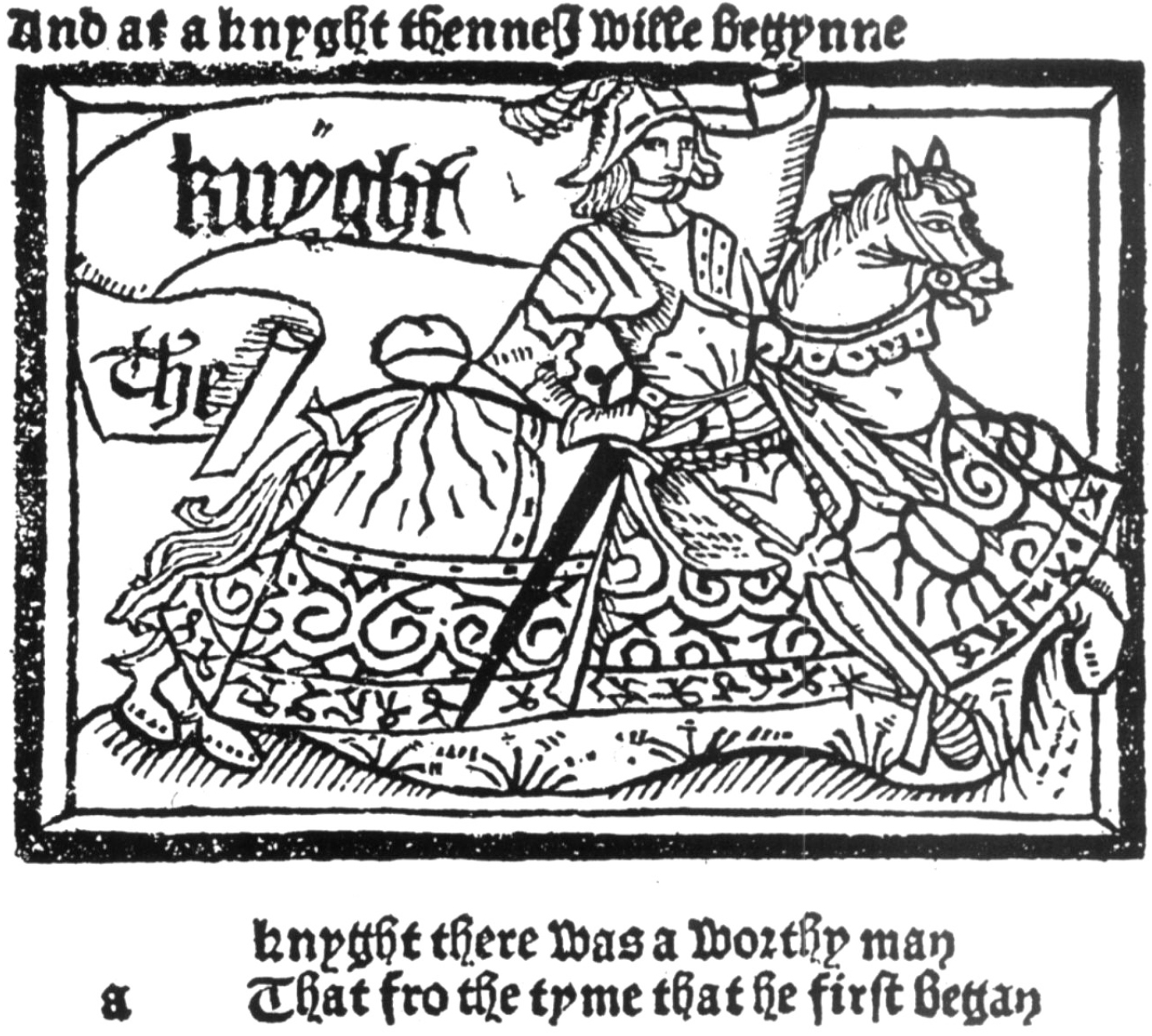
Ilustração do Cavaleiro no Prólogo Geral. Três linhas de texto aparecem.

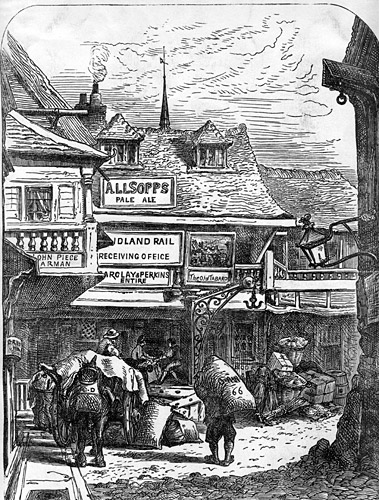
A Taverna Tabard, Southwark, cerca de 1850

O Prólogo Geral é a primeira parte dos Contos da Cantuária de Geoffrey Chaucer. Ele apresenta a narrativa moldura, na qual um grupo de peregrinos viajando para o santuário de Thomas Becket na Cantuária concorda em participar de uma competição de contação de histórias, e descreve os próprios peregrinos. O Prólogo é sem dúvida a seção mais familiar dos Contos , retratando o tráfego entre lugares, línguas e culturas, bem como apresentando e descrevendo os peregrinos que irão narrar os contos.

## Sinopse
A narrativa moldura do poema, conforme exposta nos 858 versos do inglês médio que compõem o Prólogo Geral, é de uma peregrinação religiosa. O narrador, Geoffrey Chaucer, está na taverna Tabard em Southwark, onde ele conhece um grupo de 'gente diversa' que está a caminho da Cantuária, o local do santuário de São Thomas Becket, um mártir com fama de ter o poder de curar os pecadores.
O cenário é abril, e o prólogo começa cantando louvores àquele mês cujas chuvas e vento quente do oeste devolvem vida e fertilidade à terra e aos seus habitantes. Essa abundância de vida, diz o narrador, leva as pessoas a fazer peregrinações; na Inglaterra, o objetivo dessas peregrinações é o santuário de Becket. O narrador se encontra com um grupo de peregrinos, e a maior parte do prólogo é ocupada por uma descrição deles; Chaucer procura descrever a sua “condição”, a sua “matriz” e o seu “grau” social. O narrador expressa admiração e elogio pelas habilidades dos peregrinos. ou o sucesso do despenseiro em enganar os advogados instruídos que o empregam".
Os peregrinos incluem um Cavaleiro; seu filho, um Escudeiro; o Criado/Feitor do cavaleiro; uma Prioresa, acompanhada por uma Freira e seu Padre; um Monge; um  Frade; um Mercador; um Erudito; um  Magistrado; um Fazendeiro; um Armarinho; um Carpinteiro; um Tecelão; um Tintureiro; um Tapeceiro; um Cozinheiro; um Marinheiro; um Médico; uma Esposa de Bath; um Pároco e seu irmão, um Lavrador; um Moleiro; um Despenseiro; um Fabriqueiro; um Invocador; um Confessor; o Anfitrião (um homem chamado Harry Bailey); e o próprio Chaucer. Ao final desta seção, o Anfitrião propõe que o grupo viaje junto e se divirta com histórias. Ele expõe seu plano: cada peregrino contará duas histórias no caminho para Canterbury e duas no caminho de volta. Quem tiver contado as histórias mais significativas e reconfortantes, com “a melhor história" receberá uma refeição gratuita paga pelos peregrinos restantes no seu regresso. O grupo concorda e faz do Anfitrião seu governador, juiz e registrador. Eles partem na manhã seguinte e tiram palitos para determinar quem contará a primeira história. O Cavaleiro vence e se prepara para contar sua história.

## Estrutura
O “Prólogo Geral” estabelece a estrutura para os contos como um todo (ou do todo pretendido) e apresenta os personagens/contadores de histórias. Estes são introduzidos na ordem de classificação de acordo com as três classes sociais medievais (clero, nobreza e camponeses). Esses personagens também são representativos de seus patrimônios e modelos com os quais os demais do mesmo patrimônio podem ser comparados e contrastados.
A estrutura do Prólogo Geral também está intimamente ligada ao estilo narrativo dos contos. Assim como a voz narrativa tem estado sob escrutínio crítico há algum tempo, o mesmo acontece com a identidade do próprio narrador. Embora um debate acirrado tenha ocorrido em ambos os lados (principalmente contestando se o narrador é, ou não, Geoffrey Chaucer), a maioria dos estudiosos contemporâneos acredita que o narrador deveria ser o próprio Chaucer até certo ponto. Alguns estudiosos, como William W. Lawrence, afirmam que o narrador é Geoffrey Chaucer em pessoa. Outros, como Marchette Chute, por exemplo, contestam que o narrador é, em vez disso, uma criação literária como os outros peregrinos nos contos.
Chaucer faz uso de seu extenso conhecimento literário e linguístico no Prólogo Geral, interagindo palavras em latim, francês e inglês entre si. O francês foi considerado uma língua hierárquica, cortês e aristocrática durante a Idade Média, enquanto o latim era a língua de aprendizagem. As linhas de abertura de Os Contos da Cantuária mostram uma diversidade de frases, incluindo palavras de origem francesa como "droghte", "veyne" e "licor" ao lado de termos ingleses para natureza: "roote", "holt e heeth, " e "croppes."

## Galeria dos peregrinos

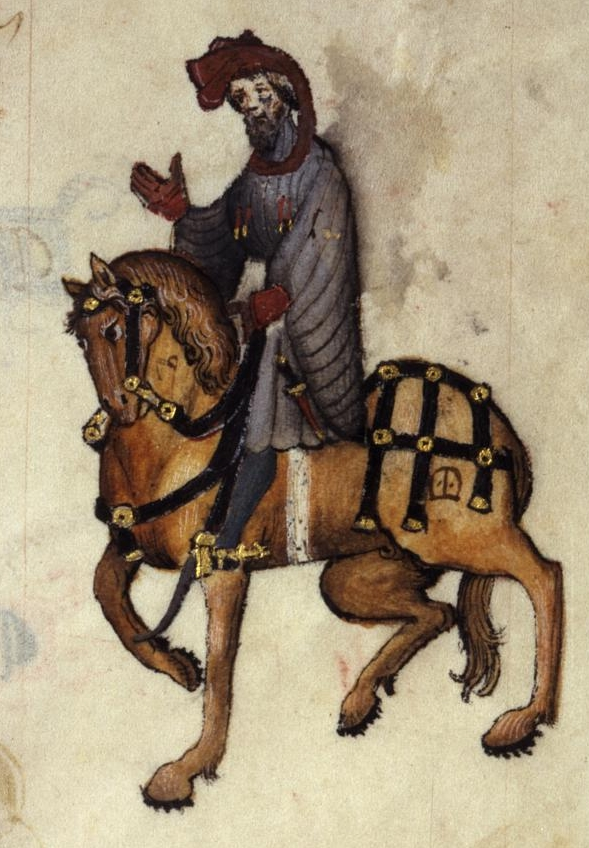
O Cavaleiro
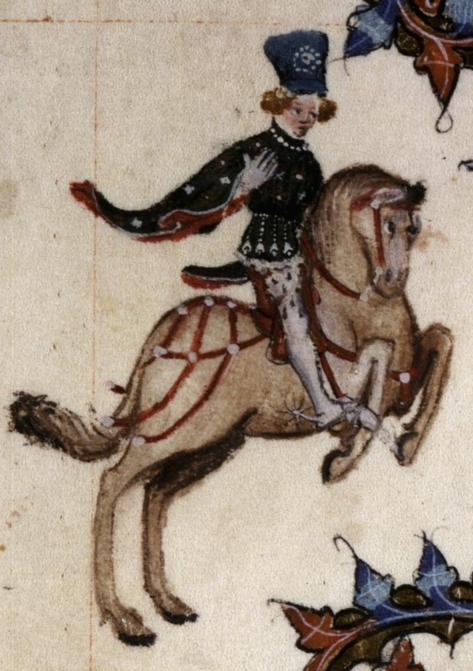
O Escudeiro
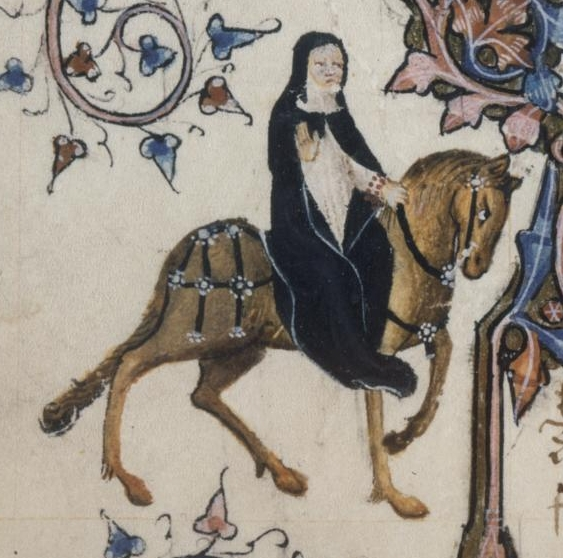
A Prioresa
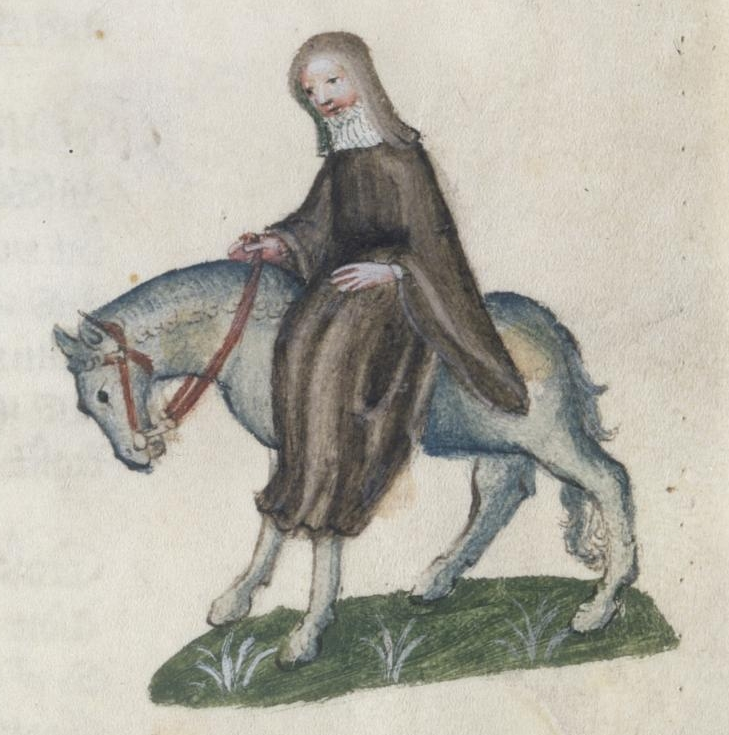
A Freira
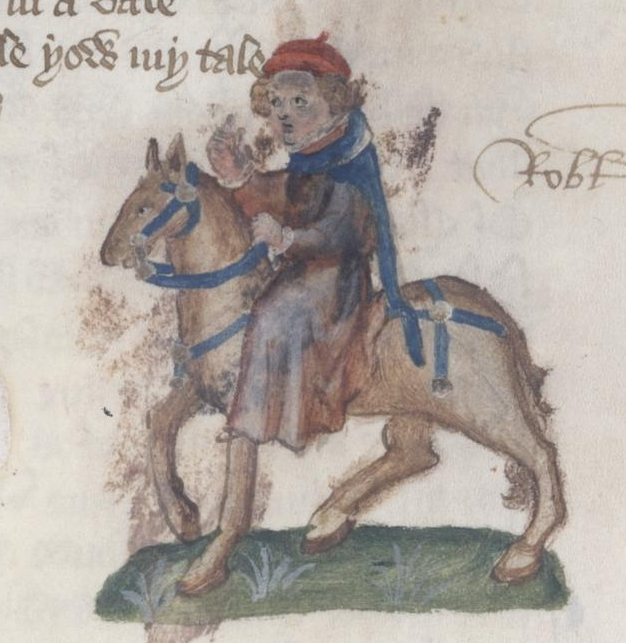
O Padre da Freira
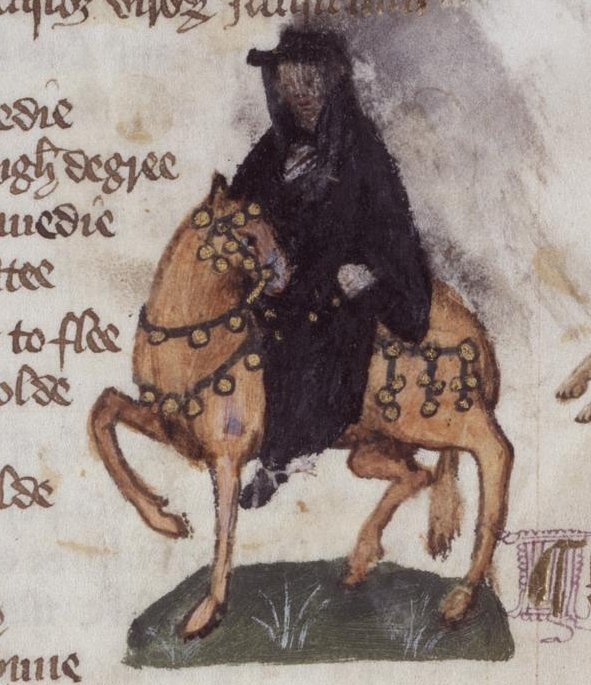
O Monge
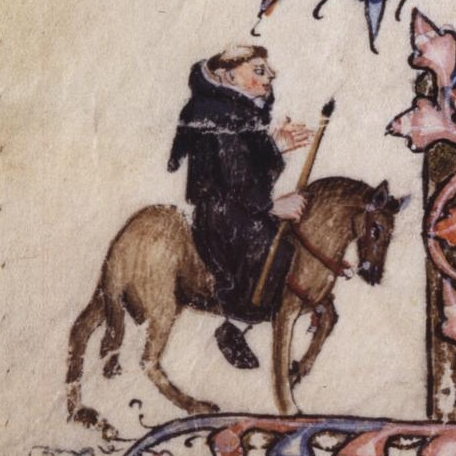
O Frade
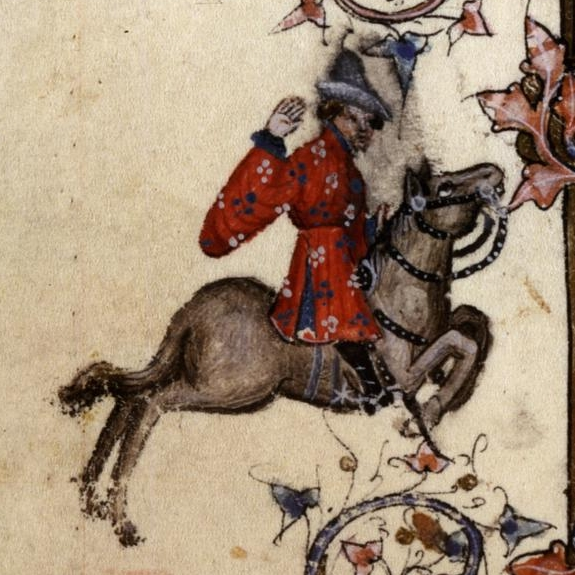
O Mercador
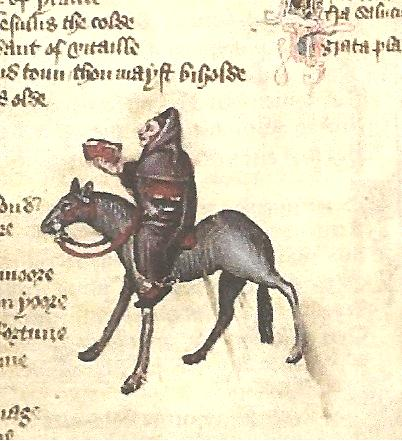
O Erudito de Oxford
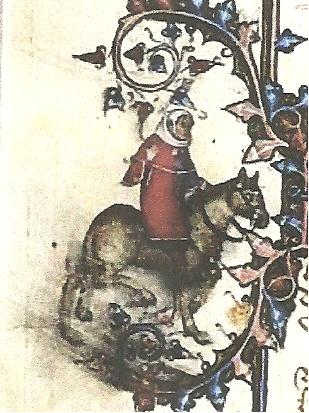
O Magistrado
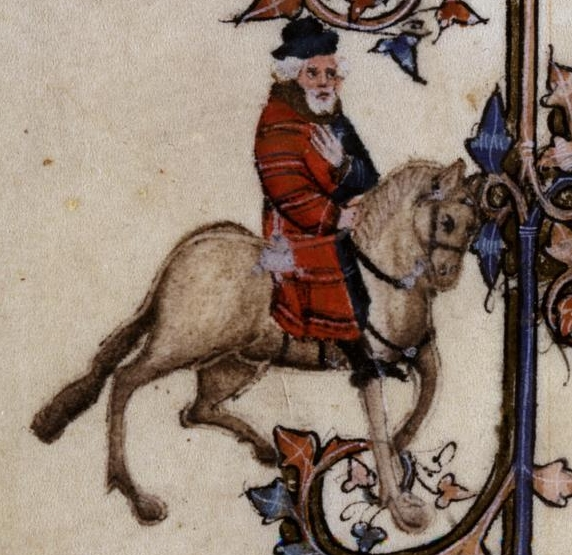
O Fazendeiro
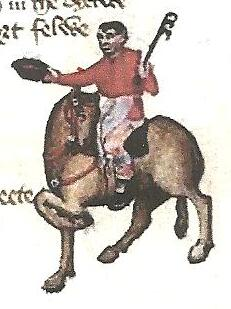
O Cozinheiro
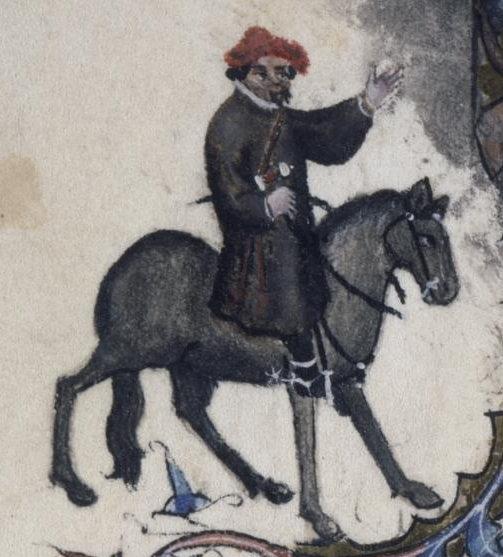
O Marinheiro
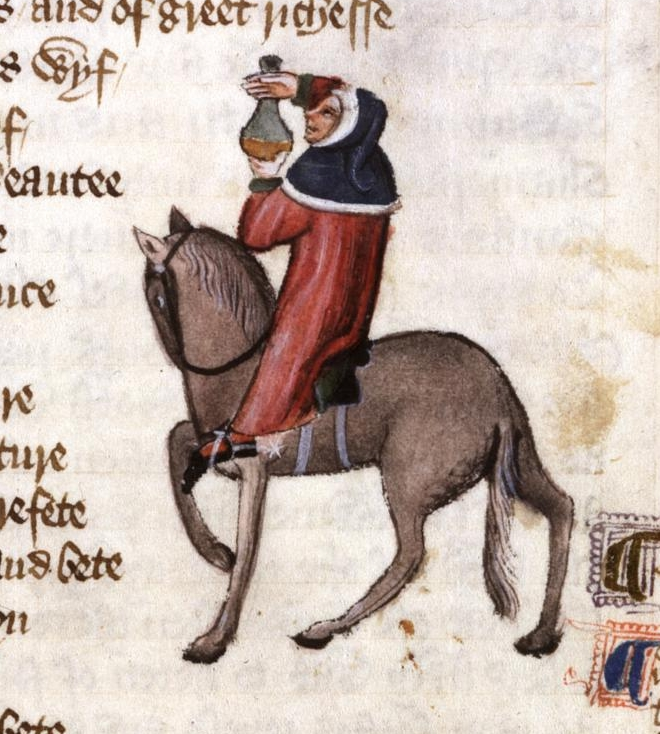
O Médico
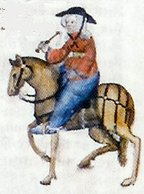
A Esposa de Bath
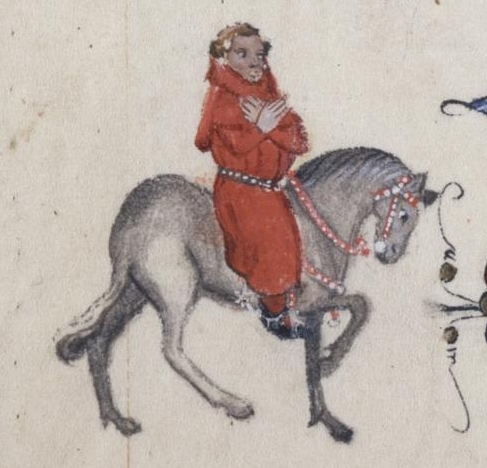
O Pároco
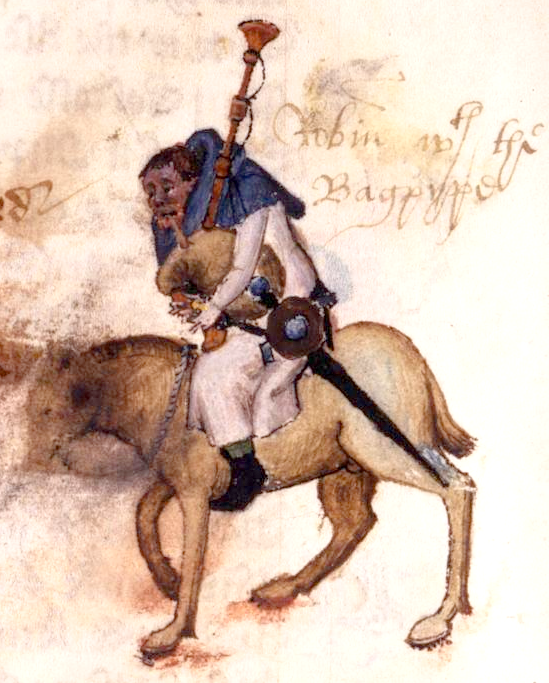
O Moleiro
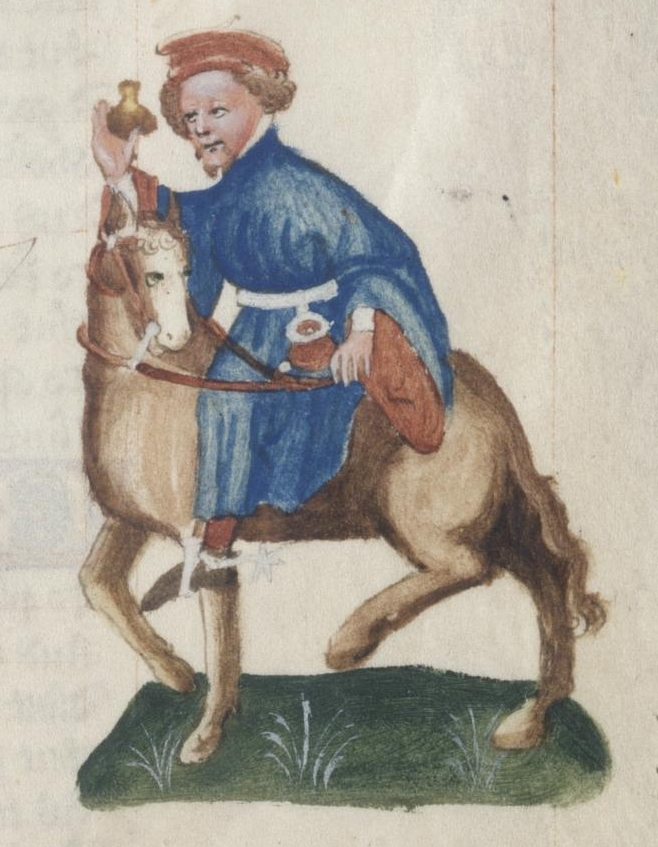
O Despenseiro
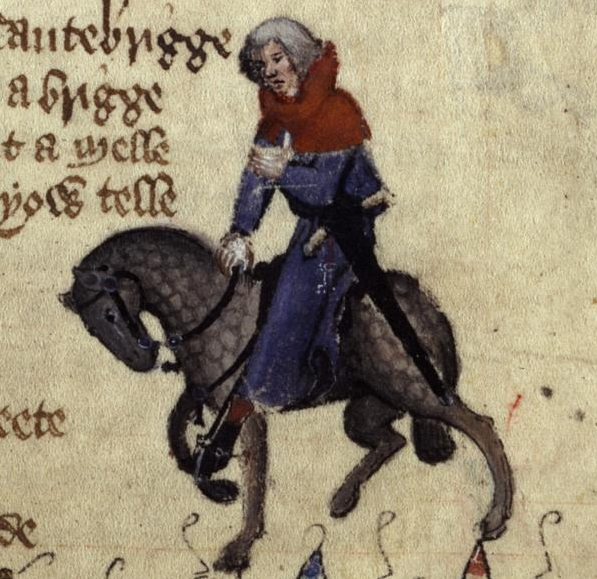
O Fabriqueiro
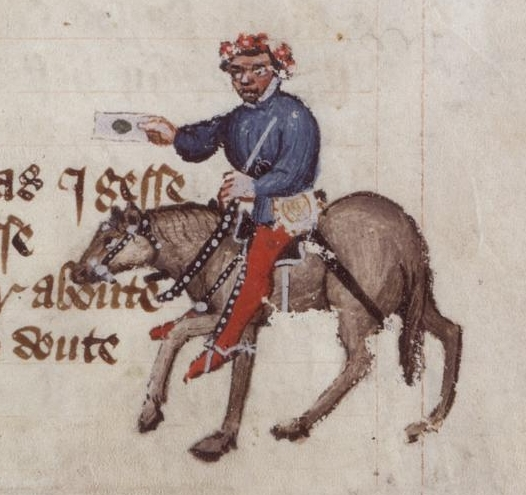
O Invocador
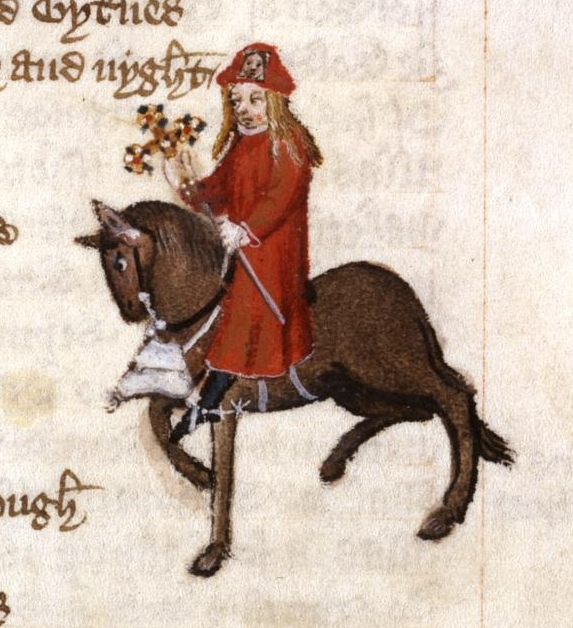
O Confessor
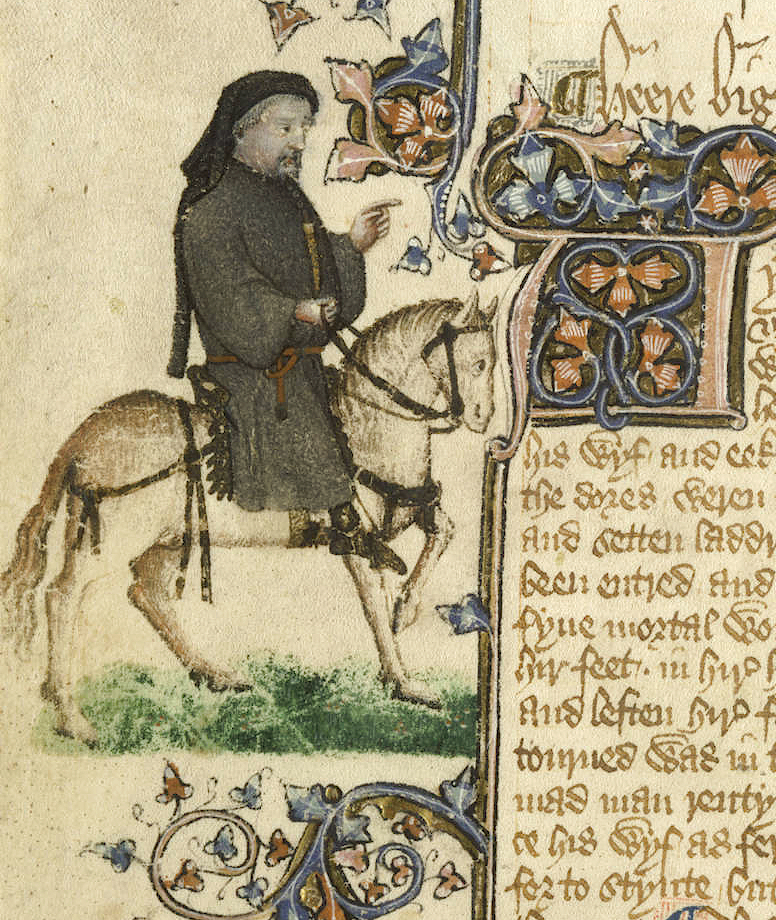
Chaucer
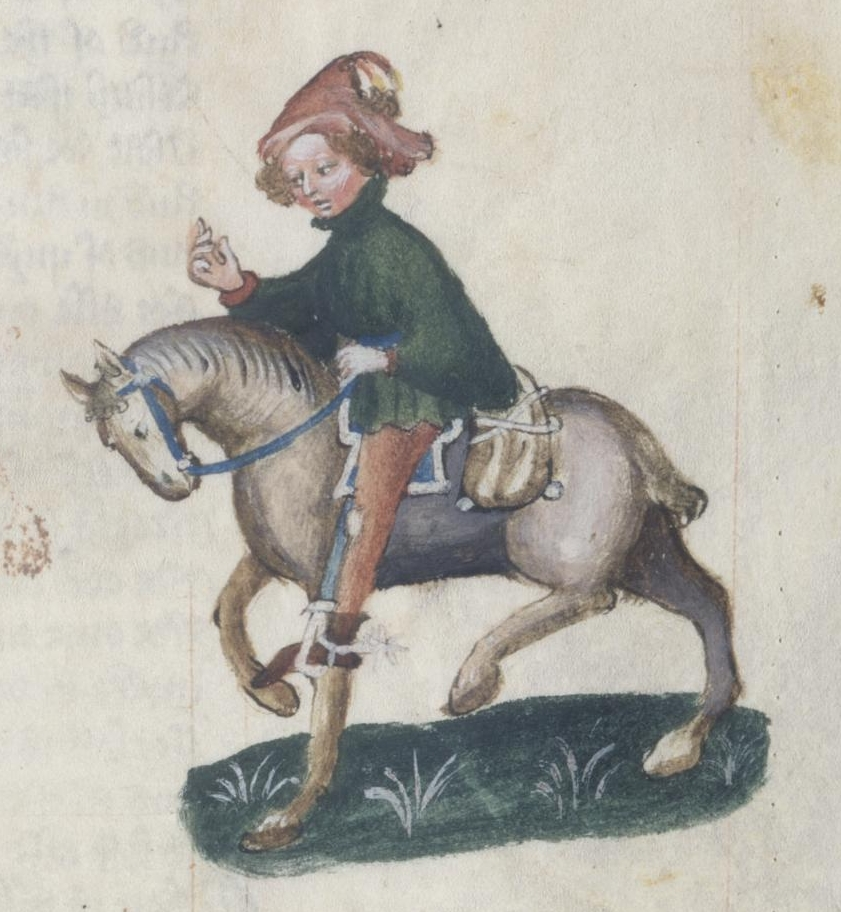
O Criado/Feitor {não faz parte do Prólogo original mas foi adicionado ao fim dos contos}